# Coupe des Mousquetaires

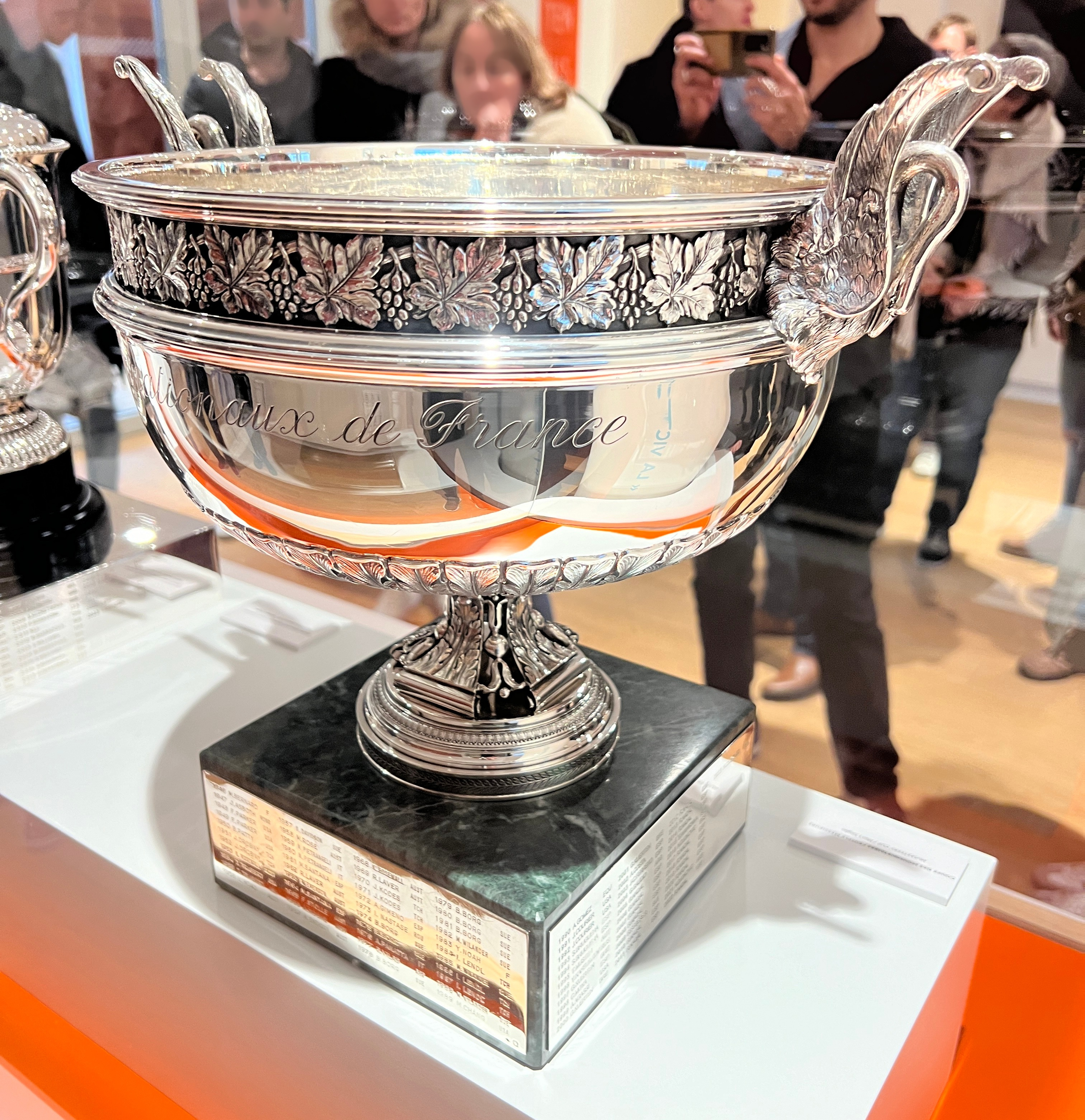
Coupe des Mousquetaires

La Coupe des Mousquetaires ist der Siegerpokal, der dem Sieger im Herreneinzel bei den French Open verliehen wird.
Das aktuelle Design des Pokals entstand 1981, als der damalige Präsident der Fédération Française de Tennis, Philippe Chatrier, Juweliere aus Paris beauftragte ihn neu zu gestalten. Er soll die Siege der vier berühmten französischen Tennisspieler symbolisieren, die auch als die vier Musketiere bekannt sind: Jacques Brugnon, Jean Borotra, Henri Cochet und René Lacoste.
Der Entwurf, für den man sich schlussendlich entschied, stammte von dem familiär geführten Juwelierunternehmen Mellerio. Die Siegerpokal besitzt eine ausgedehnte von Weinblättern gesäumte Öffnung eingefasst in zwei schwanenförmige Handgriffe.
Er wird im Büro des Präsidenten der Fédération Française de Tennis aufbewahrt und nur einmal im Jahr von dort entfernt, wenn der Sieger im Herreneinzel der French Open bekannt gegeben wird. Der Sieger darf den echten Pokal allerdings nicht behalten; jedes Jahr wird eine Nachbildung angefertigt. Diese ist halb so groß wie das Original und wird in über 100 Stunden Handarbeit aus Silber angefertigt. 
Das Original wiegt 14 kg, ist 21 cm hoch und 19 cm breit.
Das Pendant zur Coupe des Mousquetaires für die Siegerin im Dameneinzel ist die Coupe Suzanne Lenglen.